# Lucien Poincaré
Lucien Poincaré (* 22. Juli 1862 in Bar-le-Duc; † 9. März 1920 in Paris) war französischer Physiker und einer der Generalinspekteure der höheren Schulen Frankreichs.
Er war der Bruder des französischen Präsidenten (von 1913 bis 1920) Raymond Poincaré und Cousin von Henri Poincaré. Sein Vater Antoni Poincaré (1829–1911), ein Absolvent der École polytechnique, war Inspekteur für Brücken in Bar-le-Duc.
Poincaré studierte ab 1883 an der École normale supérieure mit dem Lizenziatsabschluss in Mathematik 1885 und in Physik 1887 (Agrége in Physik ebenfalls 1887). 1886 unterrichtete er am Lyzeum in Bourges und 1887 wurde er Präparator (Agrégé préparatoire) an der Physik-Fakultät der Sorbonne unter Edmond Bouty. 1890 wurde er mit einer Dissertation über Elektrolyte an der Sorbonne promoviert (Recherches sur les électrolytes fondus) und war ab 1891 Physiklehrer am Lyzeum in Marseille und ab 1893 am Lycée Louis-le-Grand in Paris. 1894 wurde er Maitre de conferences an der École normale de jeune filles in Sèvres (wo er bis 1900 unterrichtete) und 1895 Chargé de cours an der Sorbonne (wo er bis 1900 gleichzeitig mit Paul Janet Physik lehrte). Im folgenden Jahr wurde er auch als Professor an die École supérieure d’électricité delegiert. 1900 wurde er Rektor der Académie de Chambéry und Pierre Curie war sein Nachfolger auf seinem Lehrstuhl. 1902 wurde er Generalinspekteur für den Unterricht in Physik an höheren Schulen Frankreichs. 1910 wurde er Inspekteur für den Unterricht an Gymnasien (Enseignement secondaire) und 1914 an Universitäten (Enseignement supérieure). 1917 wurde er Vizerektor der Académie (Leiter der regionalen Bildungsbehörde) von Paris als Nachfolger von Louis Liard.
Er schrieb ein populärwissenschaftliches Buch über damals moderne Physik (1906), das den Prix Hébert der Académie des Sciences erhielt. Er war Mitherausgeber des Journal de physique théorique et appliqué der französischen physikalischen Gesellschaft, der er 1911 vorstand.

## Schriften
- La physique moderne, son évolution. Paris: Flammarion, Bibliothèque de philosophie scientifique, 1906, Archive, Ausgabe von 1920
- L’Électricité. Flammarion, Bibliothèque de philosophie scientifique, 1907, Archive
- Éducation, Science, Patrie. Flammarion, Bibliothèque de philosophie scientifique, 1926.